# Фонте-Боа (Португалія)
Фонте-Боа (порт. Fonte Boa; МФА: [ˈfõ.tɨ ˈbo.ɐ]) — парафія в Португалії, у муніципалітеті Ешпозенде. Розташована в північно-західній частині країни, на теренах історичної португальської провінції Дору-Міню. Входить до складу округу Брага. За адміністративним поділом, чинним до 1976 року, терени парафії були складовою провінції Міню. Належить до Бразької архідіоцезії Католицької церкви. Патрон — Ісус Христос. Площа — 6,1149 км². Населення — 1326 ос. (2011). Середньо урбанізований регіон. Густота населення — 216,85 осіб/км²
. Код — 030607.

## Населення
| Кількість мешканців | Кількість мешканців | Кількість мешканців | Кількість мешканців | Кількість мешканців | Кількість мешканців | Кількість мешканців | Кількість мешканців | Кількість мешканців | Кількість мешканців | Кількість мешканців | Кількість мешканців | Кількість мешканців | Кількість мешканців | Кількість мешканців |
| ------------------- | ------------------- | ------------------- | ------------------- | ------------------- | ------------------- | ------------------- | ------------------- | ------------------- | ------------------- | ------------------- | ------------------- | ------------------- | ------------------- | ------------------- |
| 1864                | 1878                | 1890                | 1900                | 1911                | 1920                | 1930                | 1940                | 1950                | 1960                | 1970                | 1981                | 1991                | 2001                | 2011                |
| 849                 | 908                 | 910                 | 936                 | 1 044               | 1 041               | 1 051               | 1 148               | 1 217               | 1 222               | 1 108               | 1 218               | 1 277               | 1 298               | 1 326               |